# ديماركوس كزينز
ديماركوس كزينز (بالإنجليزية: DeMarcus Cousins)‏ مواليد 13 أغسطس 1990 في موبيل، هو لاعب كرة سلة أمريكي بدأ مسيرته الاحترافية في سنة 2010 حيث تم اختياره من قبل فريق سكرامنتو كينغز خلال الدرافت، يلعب مع فريق سكرامنتو كينغز في الرابطة الوطنية لكرة السلة كلاعب وسط ويحمل الرقم 15. يبلغ طوله 6 قدم 11 بوصة (2.1 م). مثّل منتخب بلاده وفاز ببطولة كأس العالم لكرة السلة 2014.

## إحصائيات المسيرة

### الموسم الاعتيادي
| السنة     | الفريق         | لعب | بدأ | دقيقة | ميداني% | ثلاثية | حرة  | ارتداد | صنع | استلاب | تصدي | نقطة |
| --------- | -------------- | --- | --- | ----- | ------- | ------ | ---- | ------ | --- | ------ | ---- | ---- |
| 2010–11   | سكرامنتو كينغز | 81  | 62  | 28.5  | .430    | .167   | .687 | 8.6    | 2.5 | 1.0    | .8   | 14.1 |
| 2011–12   | سكرامنتو كينغز | 64  | 62  | 30.5  | .448    | .143   | .702 | 11.0   | 1.6 | 1.5    | 1.2  | 18.1 |
| 2012–13   | سكرامنتو كينغز | 75  | 74  | 30.5  | .465    | .182   | .738 | 9.9    | 2.7 | 1.4    | .7   | 17.1 |
| 2013–14   | سكرامنتو كينغز | 71  | 71  | 32.4  | .496    | .000   | .726 | 11.7   | 2.9 | 1.5    | 1.3  | 22.7 |
| 2014–15   | سكرامنتو كينغز | 59  | 59  | 34.1  | .467    | .250   | .782 | 12.7   | 3.6 | 1.5    | 1.8  | 24.1 |
| 2015–16   | سكرامنتو كينغز | 65  | 65  | 34.6  | .451    | .333   | .718 | 11.5   | 3.3 | 1.6    | 1.4  | 26.9 |
| المسيرة   | المسيرة        | 415 | 393 | 31.6  | .460    | .290   | .728 | 10.8   | 2.7 | 1.4    | 1.2  | 20.2 |
| كل النجوم | كل النجوم      | 2   | 0   | 15.0  | .917    | 1.000  | .667 | 5.5    | .5  | .0     | .0   | 12.5 |

## روابط خارجية
- ديماركوس كزينز على موقع الاتحاد الدولي لكرة السلة (الإنجليزية)
- ديماركوس كزينز على موقع إن بي أي (الإنجليزية)
- ديماركوس كزينز على موقع سبورتس رفرنس (الإنجليزية)
- ديماركوس كزينز على موقع كرة السلة الأوروبية.كوم (الإنجليزية)
- ديماركوس كزينز على موقع إي إس بي إن.كوم (الإنجليزية)
- ديماركوس كزينز على موقع كلية كرة السلة في سبورتس رفرنس.كوم (الإنجليزية)
- ديماركوس كزينز على موقع ريلجم (الإنجليزية)
- ديماركوس كزينز على موقع بروبوليرز (الإنجليزية)
- ديماركوس كزينز على موقع سبورتس رفرنس (الإنجليزية)
- ديماركوس كزينز على موقع أوليمبيديا (الإنجليزية)